# Sant Sebastià d'Avellanet
Sant Sebastià d'Avellanet és una capella del poble d'Avellanet, del terme comunal dels Masos, a la comarca del Conflent, de la Catalunya del Nord.
Està situada al centre del costat est del poble, a peu del carrer de les Tartarosses.
És una petita capella privada, d'una nau petita, sense absis exempt.